# Шадичи-Дони
Шадичи-Дони (серб. Шадићи Доњи / Šadići Donji) — село в общине Власеница Республики Сербской Боснии и Герцеговины. Население составляет 126 человек по переписи 2013 года.